# Probaryconus dorsalis
Probaryconus dorsalis är en stekelart som först beskrevs av William Harris Ashmead 1896.  Probaryconus dorsalis ingår i släktet Probaryconus och familjen Scelionidae. Inga underarter finns listade i Catalogue of Life.